# Gary Locke (politico)
Gary Faye Locke (Seattle, 21 gennaio 1950) è un politico e diplomatico statunitense.
Statunitense di discendenza cinese, è il secondo di cinque figli. Il padre James era nativo degli Stati Uniti mentre la madre Julie era originaria di Hong Kong.
Si è diplomato con ottimi voti alla Franklin High School di Seattle nel 1968 ed ha ottenuto il Distinguished Eagle Scout Award dai Boy Scout d'America. Si è laureato nel 1972 in Scienze politiche presso l'Università di Yale e successivamente, nel 1975, ha conseguito la laurea in legge presso la Boston University School of Law.
Ha tre figli: Emily Nicole, Dylan James e Madeline Lee.
La sua carriera politica è iniziata nel 1983 quando viene eletto per il 37º distretto di Seattle alla Camera dei Rappresentanti di Washington e nel 1994 è il primo sinoamericano ad essere eletto nel King County Executive di Washington.
Nel 1997 diviene il 21º Governatore dello stato di Washington e il 25 febbraio 2009 viene designato come Segretario al Commercio dal Presidente Obama. Nel 2011 lascia l'incarico per assumere la carica di ambasciatore statunitense in Cina, dopo le dimissioni di Jon Huntsman.